# Sauce aurore
La sauce aurore est une sauce veloutée colorée en rose légèrement jaune, généralement avec une réduction de tomate plus rarement au paprika rose. On parle aussi de préparation à l’aurore.

## Histoire
La sauce aurore apparait en français chez Viard en 1820: «Vous prenez deux cuillerées de sauce tomate, avec autant d'allemande; vous la faites réduire, la retirez du feu; mettez-y peu à peu une demi-livre de beurre fin; travaillez-la avec une cuillère, afin qu'elle soit d'un beau velouté». Gustave Garlin, en 1889 donne une version à base de velouté de poulet lié au jaune d'œuf. En 1900 Catherine Bonnechère la compose pour moitié de sauce allemande et pour moitié de sauce tomate, le tout lié au beurre, Prosper Salles et Prosper Montagné donnent pour base moitié velouté maigre moitié fumet de poisson et Joseph Favre (1905) mélange Béchamel et sauce tomate (sur la poularde), version qui deviendra usuelle.
Auguste Colombié prétendait en être l'inventeur. Il écrit (1906) dans son article sauce Choron «Les premiers cuisiniers, Emile Bernard et Urbain Dubois, l'appelèrent sauce française (1865); un autre (votre serviteur) l'a dénommée sauce aurore (1873); le troisième Choron [Béarnaise tomatée], lui décerna modestement son nom, qui reste fixé à la sauce» (la composition est chez lui tomates bien mûres, beurre, jaunes d'œufs; réduction de vinaigre; échalote; estragon, farine, vin blanc sec.). Et dans L’École de Cuisine du 25 octobre 1897: «Sauce des gourmets – sauce française – sauce aurore. Cette sauce que l’on trouve dans les ouvrages culinaires n’est qu’une seule et même sauce, composée par divers praticiens dans un moment de presse ou pour employer deux petits restants de sauce ainsi qu’il m’arriva en 1874, à l’hôtel des Princes, à Libourne, pour recevoir le duc Decazes et Depeyre, ministres en tournée, et arrivés à 11 heures du soir. Je réunis ce qui restait de sauce tomate et de sauce béarnaise du dîner [il a donc fait une sauce Choron], les chauffai ensemble en les remuant avec soin et les servis avec des ris de veau, sous le nom de sauce aurore; elle eut un très vif succès».
Escoffier (1912) normalise les proportions: «Velouté additionné de purée de tomate bien rouge, dans les proportions de trois quarts de Velouté et un quart de purée de tomate. La mise à point se fait à raison de 100 grammes de beurre par litre de sauce». C'est la même année que sauce aurore apparait en anglais numérisé. Il en donne une version pour le poisson, la sauce aurore maigre: «Velouté de poisson, tomaté dans les proportions ci-dessus, et finalement mis il point avec 125 grammes de beurre par litre de sauce». En1934, il donne une «Sauce au paprika rose, ou Sauce aurore - autre manière de préparer la sauce aurore. Faire fondre dans une petite casserole 2 cuillerées de beurre, lui mêler 1 cuillerée à dessert de paprika rose doux; chauffer pendant quelques secondes et l'incorporer à un litre de Béchamel à la Crème».

Ces deux liaisons sont toujours admises de nos jours. Selon Gustave Garlin la sauce aurore sans liaison est un usage italien (en italien aurora), P. C. Robert (1845) donne une version minimaliste : du velouté, une tomate et du beurre.

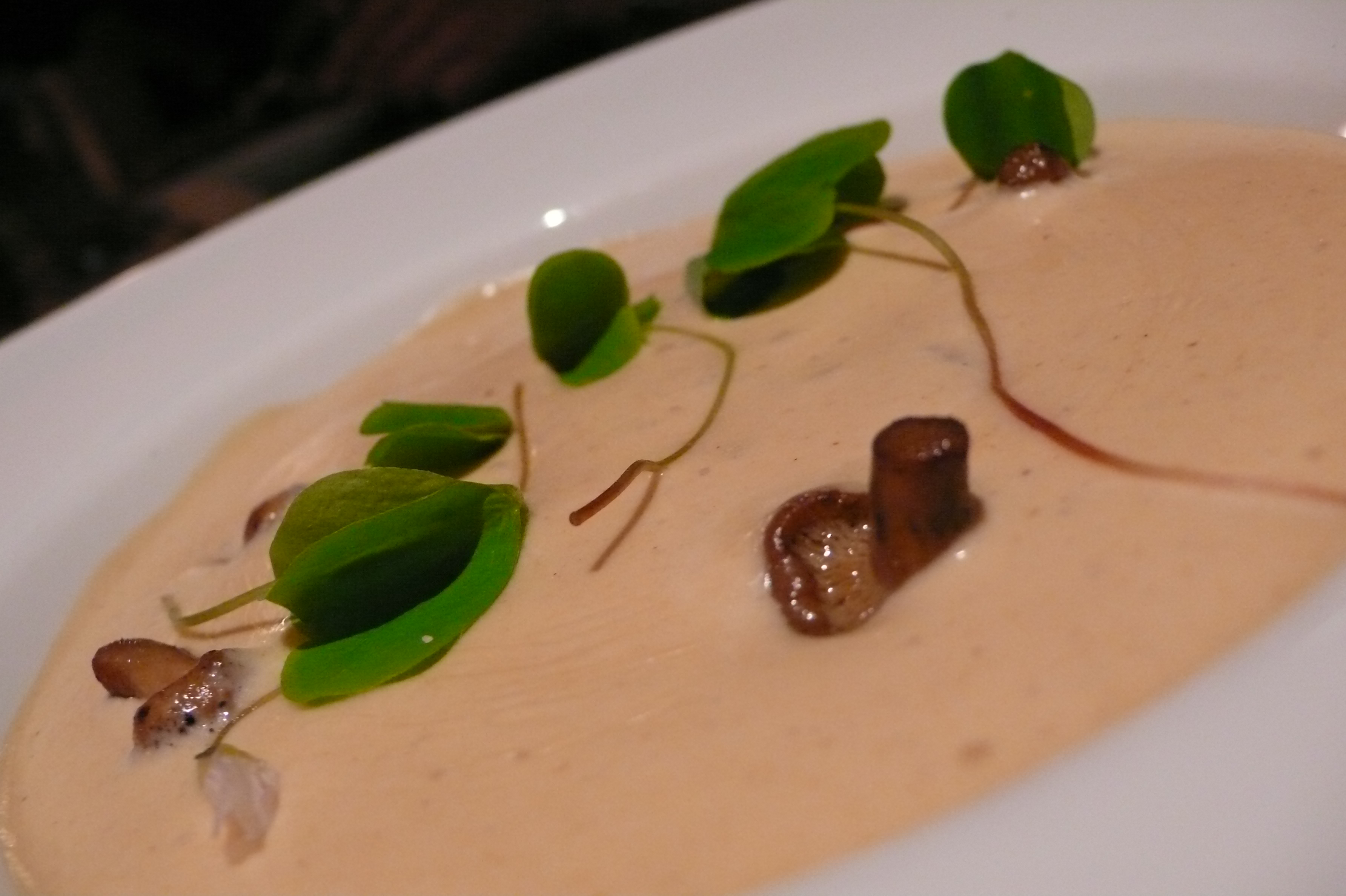
Mousserons sauce aurore

## Variantes
- Sauce Chaud-froid aurore. Sauce chaud-froid colorée à la purée de tomates et/ou au paprika[16],
- Mayonnaise aurore: mayonnaise teintée d'une réduction de tomate[17], dans ces 2 cas il s'agit d'une sauce froide,
- Sauce tomate à la crème (variante que Prosper Montagné attribue aux normands)[18],
- Jacques Manière (1998) donne une variante originale : mayonnaise, ketchup, sauce anglaise et 1/3 de crème fouettée[19].
- Chez Théophile Gringoire et Louis Saulnier (1923) on la trouve aromatisée au safran[20] ou aux truffes[21],
- Relévée au coulis de homard et aux truffes elle devient une sauce cardinal[22],
- Coloration: en principe elle est rose[23], voir rose doré[24], mais selon les auteurs elle peut être d'une beau vermillon[25], d'une belle couleur orangée (Caroline Vannier)[26]. Catherine Bonnechère est la plus exacte: elle doit avoir la couleur de l'aurore[27] couleur de la première lueur du jour.
- Lointaine cousine américaine: la vinaigrette des mille îles.

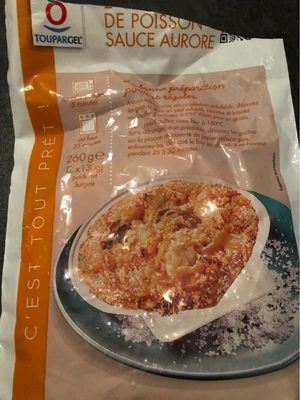
Gratin poisson sauce aurore

## Utilisation
Elle accompagne «spécialement les œufs, la viande blanche de boucherie et la volaille» écrit Escoffier. Œufs pochés, œufs durs (que tout le monde n'aime pas), les œufs-saucisses à la sauce aurore, les œufs farcis à l'aurore, les viandes (bœuf, cervelle de bœuf), les poissons et crustacés (farce de poisson garnie, saumon - la couleur du saumon et de la truite saumonée appelle la sauce rose - , turbot, langouste, et parmi les légumes: les artichauts, les asperges.

## Anthologie
- La Vie montpelliéraine : gazette littéraire, théâtrale, humoristique, mondaine. Nos Echos. p. 6. 25 janvier 1914[33]

« Le vatel Montal, propriétaire de l'Hôtel de la Dorade à Narbonne, s'était surpassé; on peut en juger par le menu suivant:
Galantine de Perdreaux; Surprises de Volaille truffées; Truite saumonée sauce Aurore; Paupiettes de Bresse à la Chambord; Noisettes de Chevreuil Cumberland; Terrines de Strasbourg; Jeunes Faisans truffés; Cœurs d'artichauts à la Russe; Glace Comtesse Marie; Desserts. Vins: Champagne en carafes, Château Pageot 1906, Château Mouton Rothschild, Ch. Léoville Lascoze, Richobourg 1900. »